# Francesca d'Orléans-Longueville
Francesca d'Orléans (Châteaudun, 5 aprile 1549 – Parigi, 11 giugno 1601) fu la seconda moglie di Luigi I, principe di Condé, un principe del Sangue e capo degli ugonotti durante le guerre di religione francesi.

## Famiglia natale
Francesca nacque il 5 aprile 1549 a Châteaudun. Era l'unica figlia di Francesco d'Orléans-Longueville, Principe del Sangue marchese di Rothelin, principe di Chalet-Aillon, visconte di Melun, e di Jacqueline de Rohan, marchesa di Rothelin; il padre morì il 25 ottobre 1548, poco meno di sei mesi prima della sua nascita.
I suoi nonni paterni erano Luigi duca di Longueville, principe di Chatel-Aillon, e Jeanne de Hochberg, contessa sovrana di Neuchâtel e margravia di Rothelin. I nonni materni erano invece Charles de Rohan, visconte di Fronsac, e Jeanne de Saint-Severin.
Francesca aveva un fratello maggiore, Leonor, duca di Longueville e duca d'Estouteville, che godeva del titolo di principe del sangue; nel 1563 egli sposò Marie d'Estouteville (1539-1601), dalla quale ebbe discendenza, tra i quali Enrico, ottavo duca di Longueville.
Il cugino di Francesca, Francesco, duca di Longueville, era il fratellastro uterino di Maria Stuarda, regina di Scozia, dato che condividevano la stessa madre, Maria di Guisa; la zia materna di Francesca, Claude de Thoury de Rohan-Gie, fu un'amante di re Francesco I di Francia.

## Matrimonio e figli
L'8 novembre 1565, presso il castello di Vendôme, Francesca sposò Luigi I di Borbone, principe di Condé, fratello minore del re Antonio di Navarra nonché generale ugonotto. La prima moglie, Eleonora di Roucy de Roye, era morta nel 1564.
Francesca e Luigi I ebbero tre figli:
- Carlo, conte di Soissons (Nogent-le-Rotrou, 3 novembre 1566 – Blandy, 1º novembre 1612); nel 1601 egli sposò Anna di Montafià e di Clermont-en-Beauvaisis (1577-1644), dalla quale ebbe discendenza;
- Luigi (1567-1569);
- Beniamino (1569-1573).

## Vedovanza
Il 13 marzo 1569 suo marito venne ucciso nella battaglia di Jarnac, quando le forze ugonotte vennero sconfitte dai cattolici guidati dal maresciallo Gaspard de Saulx, signore di Tavanne, e dal Duca d'Angiò, che in seguito sarebbe salito al trono come Enrico III di Francia. Francesca non aveva ancora vent'anni.
Dopo la notte del massacro di San Bartolomeo, Francesca ed i figli si affrettarono a convertirsi alla fede cattolica.
Francesca morì a Parigi l'11 giugno 1601 all'età di cinquantadue anni; venne sepolta a Gaillon.
La Casata dei Principi di Carignano discende da Francesca attraverso il figlio Carlo.

## Antenati
|                                           |                                      |                                                 | Genitori                       |  |  | Nonni |  |  | Bisnonni                             |  |  | Trisnonni                           |  |
|                                           |                                      |                                                 |                                |  |  |       |  |  | Francesco d'Orléans, conte di Dunois |  |  | Giovanni d'Orléans, conte di Dunois |  |
|                                           |                                      |                                                 |                                |  |  |       |  |  | Francesco d'Orléans, conte di Dunois |  |  | Giovanni d'Orléans, conte di Dunois |  |
|                                           |                                      | Marie d'Harcourt, duchessa di Parthenay         |                                |  |  |       |  |  | Francesco d'Orléans, conte di Dunois |  |  |                                     |  |
| Luigi I d'Orléans, duca di Neufchatel     |                                      |                                                 |                                |  |  |       |  |  | Francesco d'Orléans, conte di Dunois |  |  |                                     |  |
|                                           |                                      | Agnese di Savoia                                | Ludovico di Savoia             |  |  |       |  |  |                                      |  |  |                                     |  |
|                                           |                                      | Agnese di Savoia                                | Ludovico di Savoia             |  |  |       |  |  |                                      |  |  |                                     |  |
|                                           |                                      | Agnese di Savoia                                | Anna di Cipro                  |  |  |       |  |  |                                      |  |  |                                     |  |
| Francesco d'Orléans, marchese di Rothelin |                                      | Agnese di Savoia                                |                                |  |  |       |  |  |                                      |  |  |                                     |  |
|                                           |                                      | Filippo di Baden-Hochberg                       | Rodolfo IV di Baden-Hochberg   |  |  |       |  |  |                                      |  |  |                                     |  |
|                                           |                                      | Filippo di Baden-Hochberg                       | Rodolfo IV di Baden-Hochberg   |  |  |       |  |  |                                      |  |  |                                     |  |
|                                           |                                      | Filippo di Baden-Hochberg                       | Marguerite de Vienne           |  |  |       |  |  |                                      |  |  |                                     |  |
| Giovanna di Baden-Hochberg                |                                      | Filippo di Baden-Hochberg                       |                                |  |  |       |  |  |                                      |  |  |                                     |  |
|                                           |                                      | Maria di Savoia                                 | Amedeo IX di Savoia            |  |  |       |  |  |                                      |  |  |                                     |  |
|                                           |                                      | Maria di Savoia                                 | Amedeo IX di Savoia            |  |  |       |  |  |                                      |  |  |                                     |  |
|                                           |                                      | Maria di Savoia                                 | Iolanda di Francia             |  |  |       |  |  |                                      |  |  |                                     |  |
| Francesca d'Orléans                       |                                      | Maria di Savoia                                 |                                |  |  |       |  |  |                                      |  |  |                                     |  |
|                                           | Pierre de Rohan, visconte di Fronsac | Louis I de Rohan                                |                                |  |  |       |  |  |                                      |  |  |                                     |  |
|                                           | Pierre de Rohan, visconte di Fronsac | Louis I de Rohan                                |                                |  |  |       |  |  |                                      |  |  |                                     |  |
|                                           | Pierre de Rohan, visconte di Fronsac | Marie, signora di Montauban                     |                                |  |  |       |  |  |                                      |  |  |                                     |  |
| Charles de Rohan, visconte di Fronsac     | Pierre de Rohan, visconte di Fronsac |                                                 |                                |  |  |       |  |  |                                      |  |  |                                     |  |
|                                           |                                      | Francoise de Penhoet                            | Guillaume de Penhoet           |  |  |       |  |  |                                      |  |  |                                     |  |
|                                           |                                      | Francoise de Penhoet                            | Guillaume de Penhoet           |  |  |       |  |  |                                      |  |  |                                     |  |
|                                           |                                      | Francoise de Penhoet                            | Francoise de Maille            |  |  |       |  |  |                                      |  |  |                                     |  |
| Jacqueline de Rohan, marchesa di Rothelin |                                      | Francoise de Penhoet                            |                                |  |  |       |  |  |                                      |  |  |                                     |  |
|                                           |                                      | Bernard de Saint-Severin, principe di Besignano | Girolamo de Saint-Severin      |  |  |       |  |  |                                      |  |  |                                     |  |
|                                           |                                      | Bernard de Saint-Severin, principe di Besignano | Girolamo de Saint-Severin      |  |  |       |  |  |                                      |  |  |                                     |  |
|                                           |                                      | Bernard de Saint-Severin, principe di Besignano | Mondella Caetani               |  |  |       |  |  |                                      |  |  |                                     |  |
| Jeanne de Saint-Severin                   |                                      | Bernard de Saint-Severin, principe di Besignano |                                |  |  |       |  |  |                                      |  |  |                                     |  |
|                                           |                                      | Jeanne Eléonore Piccolomini                     | Antonio Todeschini Piccolomini |  |  |       |  |  |                                      |  |  |                                     |  |
|                                           |                                      | Jeanne Eléonore Piccolomini                     | Antonio Todeschini Piccolomini |  |  |       |  |  |                                      |  |  |                                     |  |
|                                           |                                      | Jeanne Eléonore Piccolomini                     | Maria Marzano d'Aragona        |  |  |       |  |  |                                      |  |  |                                     |  |
|                                           |                                      | Jeanne Eléonore Piccolomini                     |                                |  |  |       |  |  |                                      |  |  |                                     |  |